# Шевен (Сарт)
Шевен (фр. Chevain) насеље је и општина у западној Француској у региону Лоара, у департману Сарт која припада префектури Мамер.
По подацима из 2011. године у општини је живело 617 становника, а густина насељености је износила 119 становника/km². Општина се простире на површини од 5,70 km². Налази се на средњој надморској висини од 139 метара (максималној 156 m, а минималној 130 m).

## Демографија
| 1962. | 1968. | 1975. | 1982. | 1990. | 1999. | 2011. |
| ----- | ----- | ----- | ----- | ----- | ----- | ----- |
| 246   | 265   | 230   | 589   | 663   | 681   | 617   |

График промене броја становника у току последњих година